# Charlie Spand
Charlie Spand (* 1905 in Chicago, Illinois; † unbekannt) war ein US-amerikanischer Jazz- und Blues-Pianist und Sänger.

## Leben und Wirken
Seine Herkunft ist unbekannt; populär wurde er in Detroits Boogie Woogie-Szene und durch seine Aufnahmen während der Depressionszeit, die er für Paramount Records einspielte. Spand nahm zwischen 1929 und 1931 25 Nummern auf, einschließlich der Duette mit Blind Blake wie „Moanin’ the Blues“. Weitere Aufnahmen entstanden dann 1940 für Vocalion, wie der „Alabama Blues“, mit dem er seiner Heimat eine Reverenz erweist; weitere Titel waren der „Mississippi Blues“ und „Levee Camp Man“, die seine Beziehung zum Mississippi-Delta aufzeigen. Bei seinen letzten acht Aufnahmen 1940 wurde er von Little Son Joe und Big Bill Broonzy begleitet; danach verschwand er von der Musikszene. Er arbeitete außerdem mit Josh White und Speckled Red.
Nach Ansicht der Autoren Rex Harris und Brian Rust gilt Charlie Spand als Pionier des Boogie-Woogie- und Barrelhouse-Stils; er war ein anerkannter und einflussreicher Pianist der 1920er Jahre. 
Spand war auch ein Bluessänger, der mit harter, hoch aufschlagender Stimme sang; seine wahre Bedeutung liegt jedoch in seinem technisch versierten Klavierspiel, das dem seiner Zeitgenossen voraus war.

## Diskographische Hinweise
- Dreaming The Blues - The Best of Charlie Spand. Classic Piano from the 1920s and 30s (Yazoo)